# Bwalya Sørensen
Bwalya Sørensen (født 1967 i Zambia) er en dansk aktivist.
Hun er primært kendt som talsperson for Black Lives Matter Denmark.

## Privat
Sørensen er født i Zambia. Hun kom til Europa som 12-årig, og Danmark som enten 18- eller 19-årig, hvorefter hun boede to år i et dansk asylcenter. I Danmark læste hun til datamatiker, og har i mange år arbejdet som it-konsulent i forskellige større virksomheder. Hun erhvervede dansk indfødsret i 2001.
Sørensen har i et interview i juni 2020 sagt til Ekstra Bladet, at hun løbende er blevet udsat for racisme i Danmark.
Hun beskriver, at hendes konstante racistiske oplevelser i det danske samfund gør, at hun ikke har "posttraumatisk stress-syndrom, men traumatisk stress-syndrom", og racismen er også noget, hun har oplevet på sine arbejdspladser som it-konsulent, hvor hun bl.a. er blevet fyret pga. sin hudfarve:
"Jeg er blevet kaldt abe på mit arbejde. Jeg er også blevet fyret, fordi en hvid har fortalt, at jeg har sagt sådan og sådan. Det er svært at forsvare sig som sort. Den hvide har ret, og så har chefen siddet med tårer i øjnene og smidt mig ud, så der var fred"
Sørensen har tidligere været gift med en dansk mand, som hun nu er fraskilt fra. Hun har fire børn (tre sønner og en datter) og tre børnebørn. Hun bor i Albertslund.
Under flygtningekrisen i 2015 engagerede hun sig i Venligboerne.

## Kontrovers med Rasmus Paludan
Rasmus Paludan, stifter af Stram Kurs, uploadede i april 2018 en video til Youtube, hvor han bl.a. udtalte: "Når man som Bwalya Sørensen og som de fleste negere i Sydafrika ikke er begavede nok til at kunne se, hvordan tingene rent faktisk forholder sig, så er det meget nemmere kun at se i sort/hvid, og som sagt give skylden til de hvide". Videoen var optaget foran Sørensens hjem i Albertslund, og hun politianmeldte efterfølgende Paludan. Paludan blev i april 2019 idømt 14 dages betinget fængsel for brud på racismeparagraffen; en dom der i juli 2019 blev stadfæstet af Østre Landsret.
Inden dommen havde Bwalya Sørensen i flere år følt sig chikaneret af Paludan. Efter dommen oplevede hun at chikanen tog til. Samme eftermiddag som dommen faldt i byretten, ringede Paludan til hende og fortalte, at Stram Kurs ville holde en demonstration foran hendes hjem, og samme aften optog han en video foran hendes hjem. Pga. utrygheden ved Paludan og Stram Kurs har hun fået udleveret en overfaldsalarm, og har bedt politiet om at give Paludan et polititilhold. Københavns Vestegns Politi besluttede ikke at udstede noget forbud, da de mente der ikke havde været tilstrækkelig direkte kontakt (de betragtede ikke videoerne eller demonstrationerne som kontakt).

## Kontrovers med Pernille Vermund
I november 2019 uploadede Pernille Vermund en video, hvor hun læste op af et Facebook-opslag fra Bwalya Sørensen. I opslaget skrev Sørensen bl.a. "Din sataniske, betændte slange! Din klamme nazilort!" om Vermund. Sørensen forklarede at det var et privat opslag, som hun kun havde delt med sine venner, og at hun var ærgerlig over, at det nu var delt med andre. Samtidig holdt hun fast i opslagets indhold.

## Black Lives Matter Denmark
Bwalya Sørensen stiftede organisationen Black Lives Matter Denmark i 2016. Stiftelsen fandt sted efter en af de første Black Lives Matter-demonstrationer i Danmark samme år, arrangeret af Mary Consolata Namagambe og Sade Y. Johnson, der begge er danske statsborgere med afrikansk baggrund. Den danske afdeling er i 2020 i høj grad centreret omkring Sørensen, der er talsperson, og beskæftiger sig især med afviste asylansøgere, herunder familierne på Sjælsmark, og sager om udviste kriminelle udlændinge. På trods af navnesammenfaldet, er Black Lives Matter Denmark ikke officielt affilieret med den amerikanske Black Lives Matter organisation.

### Demonstrationer i 2020
Black Lives Matter Denmark afholdt i juni 2020 en række store demonstrationer mod racisme og politivold. Demonstrationerne fulgte i kølvandet på en række store protester i USA efter drabet på George Floyd under en anholdelse i Minneapolis, USA. En demonstration i København d. 7. juni 2020 samlede 15.000 deltagere. Bwalya Sørensen tiltrak sig stor opmærksomhed i forbindelse med demonstrationerne, og er blevet beskyldt for at splitte bevægelsen med sin konfrontatoriske stil.
Under en demonstration i København d. 1. juni 2020 råbte demonstrationerne ledt af Sørensen kampråbet "Lock her up!" målrettet Inger Støjberg, Pernille Vermund, og Mathias Tesfaye. Sørensen fik kritik fra flere kanter, men har selv betegnede kampråbet som "symbolsk" og forklarede at "det er ikke fordi, vi synes, at de skal i fængsel. Selvfølgeligt ikke". Hun så i stedet kampråbet som en joke, og med henvisning til kritikerne spurgt "forstår de ikke dansk humor eller hvad?"
I forbindelse med demonstrationen d. 7. juni, blev der på en Instagram-profil afflieret med organisationen delt retningslinjer for demonstrationen. Retningslinjerne indebar bl.a. en opfordring til hvide om ikke at gå forrest ud fra den observation at de er de sortes demonstration, og de hvide er der for at støtte op om de sorte. Retningslinjerne blev dog ikke håndhævet udover opfordringer fra scenen fra Sørensen om, at hvide mennesker skulle give plads foran scenen til sorte mennesker. Sørensen fik kritik for fra flere kanter for retningslinjerne inklusiv fra folk med anden etnisk herkomst end dansk.
En demonstration i Aalborg, planlagt af Amnesty Internationals Aalborg-afdeling, elever fra Katedralskolen og pædagogstuderende blev aflyst, efter det viste sig at Black Lives Matter Denmark havde planlagt en demonstration på samme tidspunkt. Sørensen beskyldte Amnesty Aalborg for at stjæle agendaen da de nægtede at deltage i Black Lives Matter Danmarks demonstration og i stedet opfordrede Black Lives Matter Denmark til at aflyse sin demonstration fordi, "to demonstrationer om samme problem på samme tidspunkt vil skabe voldsom forvirring og også kan give dårlig dækning i medierne og et billede af dårlig koordinering" ifølge Amnesty Aalborgs lokalformand Hans Hyttel. Amnesty Aalborg aflyste efterfølgende sin demonstration og takkede nej til at deltage som medarrangør i Black Lives Matter Denmarks demonstration da den løb af stablen 9. juni 2020. Arrangørerne af den oprindelige demonstration havde kontaktet Sørensen inden offentliggørelsen af datoen for at søge et samarbejde med Blacks Lives Matter Denmark, men beskeden var ifølge Sørensen blevet overset. Efterfølgende anklagede Sørensen Amnesty Aalborg for kulturel appropriation, hvis ikke de aflyste og sagde at Black Lives Matter Denmark aldrig kunne være medvært ved en demonstration med Amnesty fordi "Amnesty har KUN hvide ansatte".

### Ulovlig pengeindsamling
I juni 2020 afslørede Berlingske Tidende, at Bwalya Sørensen stod i spidsen for en ulovlig pengeindsamling .
Hun forklarede, at overtrædelsen af indsamlingsloven skulle opfattes som "civil ulydighed" , og hun indrømmede, at man forsætligt havde handlet i strid med loven  .
Senere hævdede Sørensen, at den ulovlige fremgangsmåde skyldtes store bureaukratiske forhindringer for iværksættelse af indsamlingen på almindelig vis.
Fremgangsmåden påkaldte sig forundring hos brancheforeningen for indsamlingsorganisationer, ISOBRO, hvor formand Mette Grovermann udtalte følgende om Sørensens tilsidesættelse af reglerne, der bl.a. skal sikre, at de indsamlede penge går til det angivne velgørende formål :
”Jeg har aldrig set noget lignende. Det er helt uhørt, at en forening, som kæmper for menneskerettigheder, ikke kan finde ud af at overholde de rettigheder, deres bidragsydere har. Det er helt simpel lovgivning, der ikke er blevet overholdt. Ved at tage reglerne så useriøst, modarbejder de ikke alene deres egen sag, men er med til at skade indsamlinger til gode formål generelt.” 
Foreholdt kritikken af R4dio, nægtede Sørensen at oplyse noget om mængden af indsamlede penge og forvaltningen af et evt. overskud, men ytrede en opfattelse af at blive angrebet på grund af sin hudfarve, før hun afbrød interviewet med radiostationens journalist:
"I spørger overhovedet ikke om George Floyd. I går til angreb på en stærk, sort kvinde, og så skal jeg ned med nakken. It’s not going to happen!”
DR's Detektor kunne senere afsløre, at Sørensen i pressen angav urigtige oplysninger om både sagsbehandlingstider og omkostninger ved lovlig indsamling, og derudover vildledte om, at behovet for at samle penge ind var pludseligt opstået: Detektors undersøgelse viste, at Black Lives Matter igennem længere tid havde gjort sig skyldige i ulovlig indsamling
I marts 2025 blev Bwalya Sørensen dømt i byretten for at have brugt 100.000kr. indsamlet til Black Lives Matter Danmark på privat forbrug. Byretten idømte hende 4 måneders fængsel, som blev gjort betinget på baggrund af lang sagsbehandlingstid og hendes gode forhold.